# Keliimaikai
Kalanimalokuloku-i-Kepookalani Keliimaikai (o. 1765. – 1809.) bio je havajski plemić, mlađi brat kralja Kamehamehe I. Velikog. Smatralo se da je bio predak kraljice Eme Havajske. 
Zvan je princem, a bio je svećenik.

## Biografija
Keliimaikai je rođen oko 1765. godine. Njegovi su roditelji bili Keōua Veliki i njegova sestrična, Kekuʻiapoiwa II. Bio je mlađi polubrat Kalokuokamailea.
Bio je poznat po svojoj milosti i dobroti.
Oženio je svoju polusestru Kiilaweau. Njihov je sin bio Keaoua Kekuaokalani.
Oženio je i Kalikookalani. Moguće je da je njihova kći bila Kaōanāeha.